# Александровка (Речицкий район)
Алекса́ндровка (бел. Аляксандраўка) — деревня, входящая в Борщевский сельсовет Речицкого района Гомельской области Беларуси.

## География

### Расположение
В 18 км на юго-восток от Речицы, в 35 км от Гомеля и в 9 км от железнодорожной станции Якимовка.

### Гидрография
Рядом протекает река Днепр. На западе и севере расположены мелиоративные каналы.

## Транспортная система
Транспортная связь по просёлочной, а затем по автодороге Калинковичи — Гомель.
В деревне 46 жилых домов (2004 год). Планировка состоит из прямолинейной улицы, близкой к широтной ориентации, застроенной деревянными домами усадебного типа.

## История
Основана в начале XX века переселенцами с соседних деревень. она входила в состав Речицкого уезда Минской губернии.
В 1926 году в деревне находились почтовый пункт и она входила в состав Грановского сельсовета Дятловичского района Гомельского округа.
В 1930 году организован колхоз «Искра Ильича», работала ветряная мельница. Во время Великой Отечественной войны на фронтах погибли 19 жителей деревни. В 1959 году деревня находилась в составе колхоза «Борщевка» с центром в деревне Борщевка. В деревне находилась 9-летняя школа, фельдшерско-акушерский пункт, отделение связи. В 1976 году возле деревни построена база отдыха нефтяников.

## Население

### Численность
2019 год — 54 дворов, 196 жителей.

### Динамика
- 1908 год — 10 дворов, 48 жителей.
- 1926 год — 33 двора, 176 жителей.
- 1959 год — 164 жителя (согласно переписи).
- 2004 год — 46 дворов, 116 жителей.